# Eugenia monticola
Eugenia monticola es una especie de planta perteneciente a la familia de las mirtáceas. 

## Descripción
Son árboles pequeños o arbustos, que alcanzan un tamaño de 1–5 m de alto; ramitas generalmente densamente pálido o cobrizo pubescentes. Hojas elíptico-lanceoladas o elípticas, 2.1–5.2 cm de largo y (0.6–) 1.1–2.4 cm de ancho, ápice acuminado o largamente acuminado, base cuneiforme, por lo general algo pubescentes en el margen y en el nervio central. Racimos 1.2–1.7 cm de largo, flores 4–6, pedicelos 3–8 mm de largo, pubérulos, bractéolas con los márgenes imbricados o separados, pero siempre libres y ciliadas; hipanto campanulado, glabro; lobos del cáliz ovados, 0.8–1.9 mm de largo. Frutos globosos u oblongos, 4–7 mm de largo.

## Distribución y hábitat
Es una especie poco común, que se encuentra en lugares perturbados y bosques de galería, en la zona norcentral; a una altitud de 130–900 metros; probablemente desde Guatemala hasta Venezuela y las Guayanas, también en las Antillas.

## Taxonomía
Eugenia monticola fue descrita por (Sw.) DC. y publicado en Prodromus Systematis Naturalis Regni Vegetabilis 3: 275. 1828.
Etimología
Eugenia: nombre genérico otorgado en honor del  Príncipe Eugenio de Saboya.
monticola: epíteto latino que significa "que vive en la montaña.
Sinonimia
- Emurtia micrantha (Kunth) Raf.
- Eugenia baruensis var. latifolia DC.
- Eugenia canescens O.Berg
- Eugenia flavovirens O.Berg
- Eugenia foetida var. maleolens (Pers.) DC.
- Eugenia foetida var. parvifolia O.Berg
- Eugenia glabrata Griseb.
- Eugenia insularis O.Berg
- Eugenia maleolens Pers.
- Eugenia micrantha (Kunth) DC.
- Eugenia obtusata Willd. ex O.Berg
- Eugenia poiretii O. Berg
- Myrtus micrantha Kunth
- Myrtus monticola Sw.[4]